# Апостольский нунций в Бахрейне
Апостольский нунций в Королевстве Бахрейн — дипломатический представитель Святого Престола в Бахрейне. Данный дипломатический пост занимает церковно-дипломатический представитель Ватикана в ранге посла. Апостольская нунциатура в Бахрейне была учреждена на постоянной основе 12 января 2002 года.
В настоящее время Апостольским нунцием в Бахрейне является архиепископ Юджин Мартин Наджент, назначенный Папой Франциском 11 февраля 2020 года.

## История
Апостольская нунциатура в Бахрейне была учреждена на постоянной основе 12 января 2002 года, папой римским Иоанном Павлом II. Однако апостольский нунций не имеет официальной резиденции в Бахрейне, в его столице Манаме и является апостольским нунцием по совместительству, эпизодически навещая страну. Резиденцией апостольского нунция в Бахрейне является Эль-Кувейт — столица Кувейта.

## Апостольские нунции в Бахрейне
- Джузеппе Де Андреа — (28 июня 2001 — 27 августа 2005, в отставке);
- Поль-Мунжед эль-Хашем (27 августа 2005 — 2 декабря 2009, в отставке);
- Петар Ражич (2 декабря 2009 — 15 июня 2015 — назначен апостольским нунцием в Анголе и Сан-Томе и Принсипи);
- Франсиско Монтесильо Падилья — (26 апреля 2016 — 17 апреля 2020 — назначен апостольским нунцием в Гватемале);
- Юджин Мартин Наджент — (11 февраля 2021 — по настоящее время).